# Urbano Orad de la Torre
Urbano Orad de la Torre (Melilla, 3 de mayo de 1904 - Sevilla, 17 de septiembre de 1982) fue un militar español, oficial de artillería y francmasón, miembro del Grande Oriente de España.

## Biografía

### Carrera militar
Nacido en 1904 en Melilla, ingresó en la Academia de Artillería en 1921. Antes de la Guerra, durante la Segunda República Española fue uno de los fundadores de la Unión Militar Republicana Antifascista (UMRA) e importante colaborador de Eleuterio Díaz-Tendero Merchán (presidente y fundador de la UMRA). También estuvo afiliado al Partido Socialista Obrero Español (PSOE), al que se unió en mayo de 1931.

### Guerra Civil
Al producirse la sublevación, se encontraba en Madrid, en situación de excedencia en el Ejército, y era ayudante de obras públicas en la 2.ª Jefatura de Ferrocarriles, puesto que ejercía desde comienzos de la República. El 18 de julio de 1936 se dirigió al Ministerio de la Guerra, sito en el Palacio de Benavides, para recibir órdenes. El primer ministro Casares Quiroga se reunió con él y otros oficiales de baja graduación, y les dijo que esperaba sofocar la revuelta sin necesidad de armar a la población. Se dirigió entonces al Parque de Artillería, en donde había estado destinado. Allí estaba al mando el teniente coronel Rodrigo Gil Ruíz, amigo suyo y socialista también. En el Parque se encontró con este, que le proporcionó piezas de artillería a Orad, con las cuales se dirigió al Cuartel de la Montaña. Esta rápida acción le haría ser famoso, pues fue uno de los primeros en disparar una pieza de artillería contra el Cuartel de la Montaña en los comienzos de la defensa de Madrid. Su popularidad en Madrid en los primeros días del levantamiento se debe a que dirigió un puesto artillero de dos piezas (del 7,5 y del 15,5) en la calle Ferraz, apoyado de varios civiles y algunos milicianos. Las piezas artilleras fueron las que abrieron huecos en las murallas del Cuartel y por las que finalmente se pudo entrar al acuartelamiento.
Hizo casi toda la guerra en los frentes del Sur, menos en la desafortunada acción sobre Illescas, en octubre de 1936. Orad mandó en aquella ocasión una unidad de circunstancias formada por tres columnas al mando de Rojo, Puigdendolas y Modesto. Los tres jefes coinciden en la falta de capacidad de mando y en la conducta un tanto arbitraria de Orad. Destituido, fue destinado al Ejército del Sur, al frente de la 22.ª División formada por tres brigadas mixtas (51.ª, 78.ª y 93.ª). Sucedía esto en mayo de 1937, poco después de que Negrín formara Gobierno. Luego se incorpora al recién creado Ejército de Andalucía; manda la 20.ª División del IX Cuerpo de ejército. A mediados de abril de 1938, después de la pérdida de Vinaroz (día 15), sigue al frente de la misma unidad con el puesto de mando en Andújar. El 5 de mayo de 1938 ascendió por antigüedad al grado de teniente coronel, con el que terminaría la guerra. Orad se mantuvo en su puesto en el Ejército de Andalucía hasta prácticamente el final de la contienda. El 17 de marzo de 1939 fue nombrado comandante militar de la plaza de Almería, en sustitución de Germán Garay Ibáñez, donde se mantuvo hasta los últimos días de la guerra. Se negó a entregar la ciudad a la quinta columna que poco a poco fueron ocupando edificios de la ciudad. Llegó a ordenar incluso un disparo de aviso para evitar que el cañonero Cánovas del Castillo entrara en el puerto de Almería. Finalmente cedió el mando al comandante Antonio Burgos, quien se lo pasó luego al capitán Cuesta.

### Posguerra
Después de la guerra no se exilió y tras ser encarcelado por el franquismo, fue condenado a muerte por «rebelión militar» pero le fue conmutada la pena. Importante fue la mediación de la viuda de Joaquín García Morato, que llegó a entrevistarse con Franco. Esta mediación se debió a que Orad facilitó el pase al bando rebelde a García Morato, que se encontraba en Madrid al inicio de la sublevación. Tuvo varios juicios en rebeldía que le separaron de su oficio como artillero, pero se acogió a la gracia para oficiales republicanos, saliendo de prisión en 1946. Acabó viviendo en Sevilla, donde ejerció como profesor de matemáticas en la enseñanza privada, abriendo su propia academia, la «Academia Orad». Durante los años del franquismo siguió militando en el PSOE, formando parte del grupo del PSOE en el interior liderado por Antonio Amat. Fue detenido en 1947 al caer el Comité de Sevilla y en 1958 en una redada a nivel nacional contra el PSOE.

## Vida personal
Contrajo matrimonio con Josefa Aragón Sanz (1914-2003) con la que procreó tres hijos: la famosa bailaora María Rosa, José y Ana María. Falleció en Sevilla el 17 de septiembre de 1982.